# Église Sainte-Engrâce d'Amélie-les-Bains
Pour les articles homonymes, voir Sainte-Engrâce (homonymie).
L'église Sainte-Engrâce d'Amélie-les-Bains est une église romane située à Amélie-les-Bains-Palalda, dans le département français des Pyrénées-Orientales.

## Situation
L'église se trouve au sud d'Amélie-les-Bains, sur le territoire de l'ancienne commune de Montalba-d'Amélie, dans les montagnes surplombant les gorges du Mondony. Au XXIe siècle, elle se trouve au milieu de forêts, accessible par différents sentiers de randonnée balisés.

## Histoire
Abandonnée, l'église s'est peu à peu détériorée. Elle a été rénovée au début du XXIe siècle par une association.

## Architecture
Comme beaucoup d'églises romanes du Roussillon, l'église Sainte-Engrâce est composée d'une nef rectangulaire prolongée par une abside semi-circulaire. La façade est surmontée d'un clocher.

### Documents
- « Chapelle Sainte-Engrâce : coupes longitudinale et transversale schématiques », notice no AP066_20096600476, sur la plateforme ouverte du patrimoine, base Mémoire, ministère français de la Culture
- « Chapelle Sainte-Engrâce : plan général », notice no AP066_20096600427, sur la plateforme ouverte du patrimoine, base Mémoire, ministère français de la Culture